# Mousty
Mousty is een dorp in de Belgische provincie Waals-Brabant. Het ligt in Céroux-Mousty, deelgemeente van de stad  Ottignies-Louvain-la-Neuve.
Mousty ligt in het oosten van de deelgemeente. De bebouwing is vergroeid met die van Ottignies in het noorden en Court-Saint-Étienne in het zuiden.

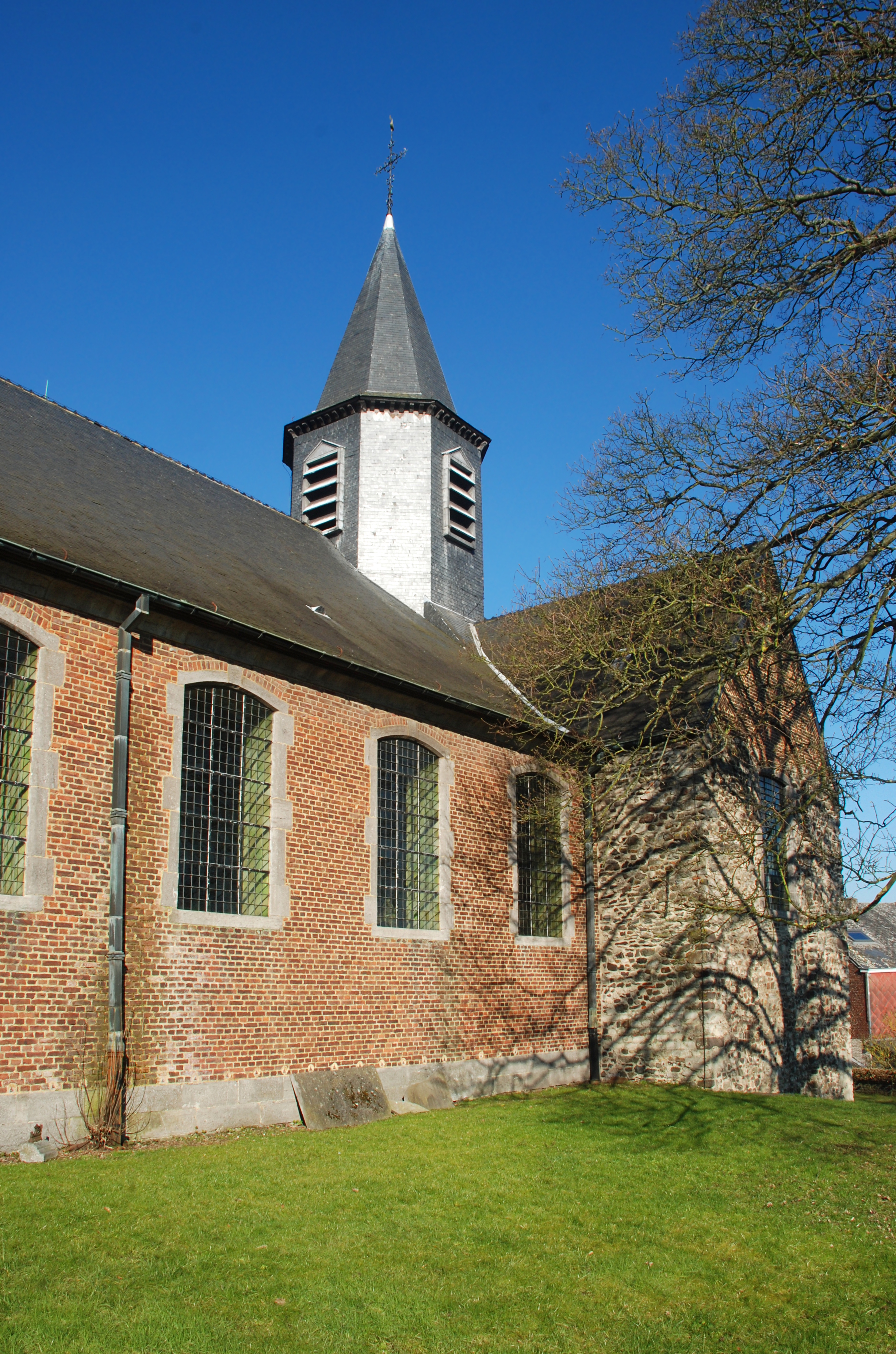
Onze-Lieve-Vrouwekerk te Mousty

## Geschiedenis
De Ferrariskaart uit de jaren 1770 toont het dorp Moustier op de linkeroever van de Dijle.
Op het eind van het ancien régime, werden tijdens de Franse bezetting op het eind van de 18de eeuw de gemeenten ingevoerd, en het dorp Mousty werd met Céroux ondergebracht in de gemeente Céroux-Mousty.
De Atlas der Buurtwegen uit 1841 en de Vandermaelenkaart uit het midden van de 19de eeuw tonen het dorp als Mousty, met net ten westen langs het dorpscentrum de weg tussen Waver en Genepiën.
In de jaren 1850 werd ten oosten van het dorp, op de rechteroever van de Dijle, de spoorlijn Ottignies-Charleroi geopend. In 1895 werd daar de halte Céroux-Mousty geopend, vlak bij van het dorpscentrum van Mousty, maar wel net op het grondgebied van buurgemeente Ottignies.
Met de rest van de gemeente Céroux-Mousty werd de plaats bij de gemeentelijke fusies van 1977 een deel van de fusiegemeente Ottignies-Louvain-la-Neuve.

## Bezienswaardigheden
- De Onze-Lieve-Vrouwekerk (Église Notre-Dame) is een classicistisch kerkgebouw van 1770 met tal van oudere delen waaronder een romaanse crypte.
- De Moulin de Mousty is een watermolen op de Ry Angon.
- Het Château de Negry is een bouwwerk waarvan het linkerdeel nog het 17e-eeuws uitzicht bewaart.
- Het Château Cordier is een neoclassicistisch bouwwerk van 1895 dat zich te midden van een park bevindt.

## Natuur en landschap
Mousty ligt aan de Dijle. De hoogte aan de kerk bedraagt 64 meter.

## Verkeer en vervoer
Bij Mousty ligt de stopplaats Céroux-Mousty langs spoorlijn 140 (Ottignies-Charleroi). Het station ligt weliswaar net op het grondgebied van Ottignies.

## Nabijgelegen kernen
Ottignies, Court-Saint-Étienne, Céroux, Limelette

Deelgemeenten: Céroux-Mousty · Limelette · Ottignies

Overige plaatsen: La Baraque · Blanc Ry · Les Bruyères · Céroux · Croix · Ferrières · Franquenies · Louvain-la-Neuve · Mousty · Petit Ry · Pinchart · Rofessart · Stimont · Le Tri

Belgische gemeenten · Arrondissement Nijvel · Waals-Brabant · Wallonië